# UCI Asia Tour

Logo der UCI Asia Tour

Die UCI Asia Tour ist der vom Weltradsportverband UCI zur Saison 2005 eingeführte asiatische Straßenradsport-Kalender. Sie gehört mit den anderen kontinentalen Rennserien (UCI Africa Tour, UCI America Tour, UCI Europe Tour, UCI Oceania Tour) zu den UCI Continental Circuits unterhalb der UCI WorldTour (ehemalig UCI ProTour) und der zur Saison 2020 eingeführten UCI ProSeries.

## Teams
An den Rennen der UCI Asia Tour dürfen – abhängig von der UCI-Kategorie – UCI WorldTeams, UCI ProTeams, UCI Continental Teams, sowie National-, Regional-, Vereinsteams teilnehmen.  Die ersten drei asiatischen Continental Teams eines zu Saisonbeginns aufgrund der verpflichten Fahrer errechneten fiktionalen Rankings sind von den Veranstaltern der Rennen der ersten und zweiten Kategorie zwingend einzuladen.
| Kategorie | Rennen            | Teams |
| --------- | ----------------- | --- |
| ME        | 1.Pro 2.Pro       | UCI WorldTeams (max. 65 %) UCI ProTeams UCI Continental Teams UCI Cyclo-cross professional Teams Nationalteams                       |
| ME        | 1.1 2.1           | UCI WorldTeams (max. 50 %) UCI ProTeams UCI Continental Teams UCI Cyclo-cross professional Teams Nationalteams                       |
| ME        | 1.2 2.2           | UCI ProTeams UCI Continental Teams UCI Cyclo-cross professional Teams Nationalteams Regional- & Vereinsteams                         |
| MU        | 1.2 2.2           | UCI ProTeams (nur Nationale) UCI Continental Teams UCI Cyclo-cross professional Teams Nationalteams Regional-, Vereins- & Mixedteams |
| MU        | Ncup 1.2 Ncup 2.2 | Nationalteams Regional- & Vereinsteams Mixedteams                                                                                    |

## Rennen
Zu den wichtigsten UCI Asia Tour-Rennen zählen:
- Japan Cup
- Tour of Hainan
- Tour of Oman
- Dubai Tour
- Tour de Langkawi
- Tour of Qinghai Lake
- Saudi Tour[5]

## Sieger der UCI Asia Tour
Mit dem Jahresbeginn 2019 berücksichtigt die Gesamtwertung der UCI Asia Tour nur noch Fahrer und Mannschaften eines nationalen Verbands des asiatischen Kontinents. Die Gesamtwertung ergibt sich aus der UCI-Weltrangliste. Folglich müssen die Fahrer nicht an den Veranstaltungen der UCI Asia Tour teilnehmen, um diese zu gewinnen. Die Mannschafts- und Nationenwertung setzt sich aus den Ergebnissen der besten 10 bzw. 8 Fahrer zusammen.
| Jahr | Fahrerwertung       | Mannschaftswertung                | Nationenwertung | Nationenwertung U23 |
| ---- | ------------------- | --------------------------------- | --------------- | ------------------- |
| 2005 | Andrei Misurow      | Giant Asia Racing Team            | Kasachstan      | —                   |
| 2006 | Ghader Mizbani      | Giant Asia Racing Team            | Iran            | —                   |
| 2007 | Hossein Askari      | Giant Asia Racing Team            | Iran            | Südkorea            |
| 2008 | Hossein Askari      | Tabriz Petrochemical Team         | Japan           | Iran                |
| 2009 | Ghader Mizbani      | Petrochemical Tabriz Cycling Team | Kasachstan      | Iran                |
| 2010 | Mehdi Sohrabi       | Tabriz Petrochemical Cycling Team | Iran            | Südkorea            |
| 2011 | Mehdi Sohrabi       | Tabriz Petrochemical Team         | Iran            | Malaysia            |
| 2012 | Hossein Alīzādeh    | Terengganu Cycling Team           | Kasachstan      | Kasachstan          |
| 2013 | Julián Arredondo    | Tabriz Petrochemical Team         | Iran            | Hongkong            |
| 2014 | Mirsamad Pourseyedi | Tabriz Petrochemical Team         | Iran            | Kasachstan          |
| 2015 | Mirsamad Pourseyedi | Pishgaman Yazd                    | Iran            | Kasachstan          |
| 2016 | Mark Cavendish      | Pishgaman Yazd                    | Iran            | Südkorea            |
| 2017 | Mauricio Ortega     | Team Ukyo                         | Kasachstan      | Kasachstan          |
| 2018 | Alexei Luzenko      | Kinan Cycling Team                | Kasachstan      | Kasachstan          |
| 2019 | Alexei Luzenko      | Terengganu Inc. TSG Cycling Team  | Kasachstan      | Kasachstan          |
| 2020 | Alexei Luzenko      | Team Sapura Cycling               | Kasachstan      | Kasachstan          |
| 2021 | Alexei Luzenko      | Terengganu Cycling Team           | Kasachstan      | Kasachstan          |
| 2022 |                     |                                   |                 |                     |

Zu den Regeln der einzelnen Ranglisten: